# Франсішку Фадул
Франсішку Жозе Фадул (нар. 15 грудня 1953) — політичний діяч Гвінеї-Бісау, прем'єр-міністр країни з 1998 до 2000 року, колишній голова Об'єднаної соціал-демократичної партії.